# Осеева (Тюменская область)
Осеева — деревня в Упоровском районе Тюменской области. Входит в состав Буньковского сельского поселения.
Расположена на реке Емуртла. Расстояние до областного центра города Тюмени 166 км, районного центра села Упорово 26 км, села Буньково 3 км.

## Административная принадлежность
- 1758 Сибирская губерния, Ялуторовский дистрикт, Суерский острог, деревня Осиева. Первое упоминание о деревне в метрической книге Емуртлинской книге.[2].
- 1782 Тобольское наместничество, Ялуторовский уезд, Суерский острог, здесь и далее — деревня Осеева.[3].
- 1796 Тобольская губерния, Ялуторовский округ, Суерская волость.[3]
- 1805 Тобольская губерния, Ялуторовский округ, Поляковская волость.[3]
- 1884 Тобольская губерния, Ялуторовский округ, Коркинская волость.[3]
- 1898 Тобольская губерния, Ялуторовский уезд, Коркинская волость.[3]
- 1918 Тюменская губерния, Ялуторовский уезд, Петропавловская волость.[3]
- 1919 Тюменская губерния, Ялуторовский уезд, Петропавловская волость, Осеевский сельский совет.[3]
- 03.11.1923 Уральская область (РСФСР), Тюменский округ, Суерский район, Буньковский сельский совет.[3]
- 08.08.1930 Уральская область (РСФСР), Суерский район, Буньковский сельский совет.[3]
- 01.01.1932 Уральская область (РСФСР), Упоровский район, Буньковский сельский совет.[3]
- 17.01.1934 Челябинская область, Упоровский район, Буньковский сельский совет.[3]
- 07.12 1934 Омская область, Упоровский район, Буньковский сельский совет.[3]
- 14.08.1944 Тюменская область, Упоровский район, Буньковский сельский совет.[3]
- 01.02.1963 Тюменская область, Ялуторовский район, Буньковский сельский совет.[3]
- 12.01.1965 Тюменская область, Заводоуковский район, Буньковский сельский совет.[3]
- 30.12.1966 Тюменская область, Упоровский район, Буньковский сельский совет.[3]
- 21.12.2005 Тюменская область, Упоровский район, Буньковское сельское поселение.[3]

## Историческая справка
Первое упоминание деревни Осеева относиться к 1758 году. В метрической книге Христорождественской церкви Емуртлинской слободы имеется запись от 1 ноября 1758 года: 
Венчание деревни Моревой крестьянин Василий Ефтифеев сын Старкова первым браком, Суерского острога деревни Осиевой вдовы крестьянской жены Дарьи Обогреловой дочери девицы Евдокии Яковлевны Обогреловой первым браком»..
 Осеевы поселились в деревне между ревизиями 1742 и 1762 гг. В 1750-е и в начале 1760-х годов в деревню поселились Обогреловы, Копарушкины, Рякишевы и Хмелевы.
В 1748—1749 гг. по приказу правительства производилась перепись пограничных поселений, выяснялась численность в них мужчин от 16 до 50 лет и наличие у них оружия. По имеющимся документам Ялуторовского дистрикта Суерского острога, деревни Осеева в 1748—1749 гг. ещё не существовало..
В 1912 году в деревне была одна торговая лавка и хлебозапасной магазин.
Электричество появилось в 1960 году, радио в 1952 г.
В 1963 году построен магазин, в 1968 году клуб.
С конца 1940-х годов по 1961 год в деревне был детский сад, была кузница, которую закрыли в 1970-е гг.
В годы Великой Отечественной войны ушли на фронт 68 человек из них 36 человек не вернулись домой.

## Население
| 1782 | 1816 | 1834 | 1851 | 1897 | 1989 | 2002 | 2010 |
| ---- | ---- | ---- | ---- | ---- | ---- | ---- | ---- |
| 162  | 180  | 206  | 229  | 276  | 139  | 109  | 114  |

## Церковь
Деревня Осеева относилась к Богородицкой церкви Суерской слободы, в 1908 и 1909 годы к Петропавловской церкви деревни Петропавловка, расстояние до Богородицкой церкви Суерской слободы 10 верст. В частном доме находилась моленная — домашняя церковь для старообрядцев. Руководил ей Бабушкин Егор Филиппович, а после его смерти сын Герасим Егорович. В 1930 году Бабушкин Герасим Егорович раскулачен и его семья выслана из деревни Осеева. В этом доме с 1931 года по 1948 года находилась начальная школа. К старообрядцам по переписи 1897 года относились: Бабушкины; Бызовы; Колунины; Кунгурцевы; Поповы; Хмелевы.

## Экономика
В 1920-е годы была создана коммуна, просуществовала недолго и вскоре распалась. В 1929 году образована сельскохозяйственная артель «Бедняк» в 1935 году переименована в колхоз им. Молотова, в него входили две деревни Осеева и Бугорки. В 1950 году колхозы «Смычка» (Короткова), «Новое хозяйство» (Буньково) и им. Молотова (Осеева, Бугорки) объединили в один колхоз «Сибирь» с центром в селе Буньково. В 1957 году название колхоза «Сибирь» заменено на «Прогресс». В 1958 году колхоз «Прогресс» Буньковского сельского совета объединился с колхозом «Вперед» Моревского сельсовета в колхоз «Сибирь», в конце 1960-х годов переименован в колхоз «Колос». Он объединил деревни: Бугорки, Буньково, Короткова, Морево, Осеева и Петропавловка.
В конце 1990-х начало 2000 года колхоз «Колос» распался, не стало фермы на 200 дойных коров, конного двора, начальной школы, кузницы, детских яслей. В настоящее время на территории деревни не функционирует ни одно сельскохозяйственное предприятие. На землях бывшего колхоза работает агрофирма «КРиММ». Люди работают в агрофирме «КРиММ» и живут за счёт личных подсобных хозяйств, где на подворьях содержат в основном свиней, коров, овец и другую живность.

## Образование
- В 1895 году открыта одноклассная школа грамоты.[5]
- С 1931 по 1976 годы была начальная школа.[5]

## Транспортная инфраструктура
- В деревне две улицы: Береговая и Песчаная.[5]
- В 1,5 км юго-восточнее деревни проходит автомобильная дорога районного значения «Упорово — Коркино».[5]
- В 2007 году до деревни построена асфальтированная дорога.[5]
- Ежедневно из районного центра села Упорово до Осеевой ходит рейсовый автобус.[5]

## Галерея

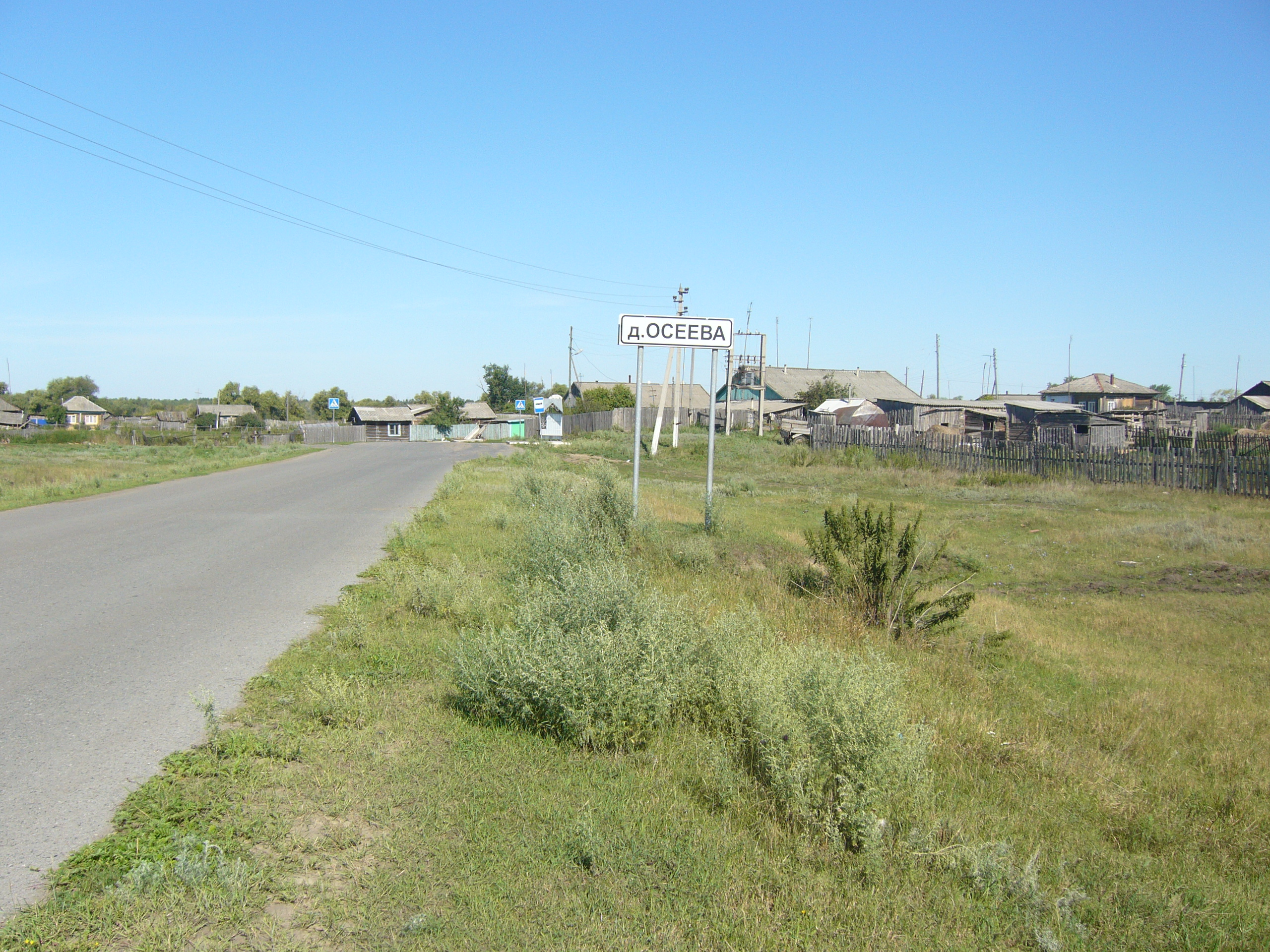
Въезд в деревню
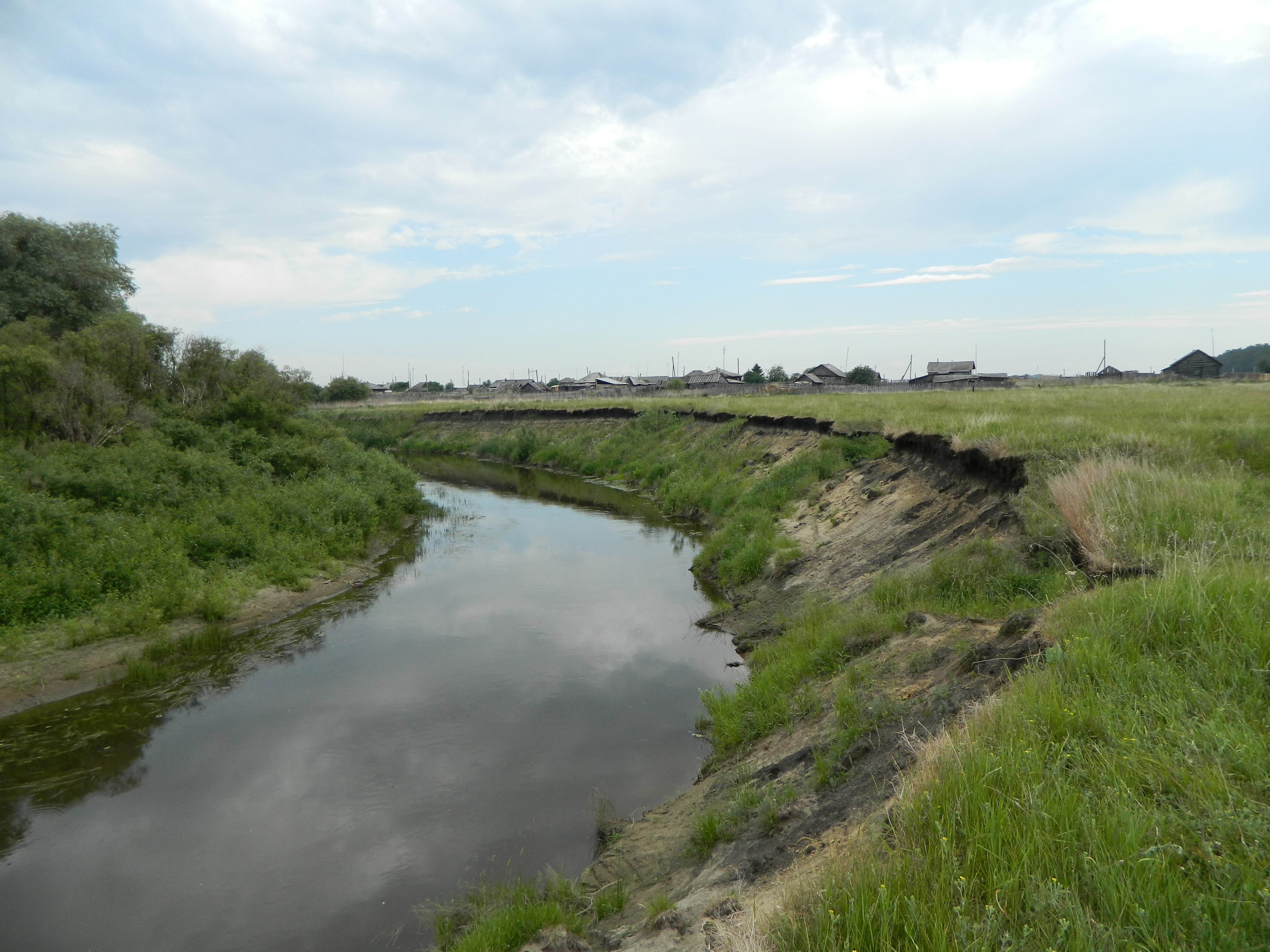
Река Емуртла
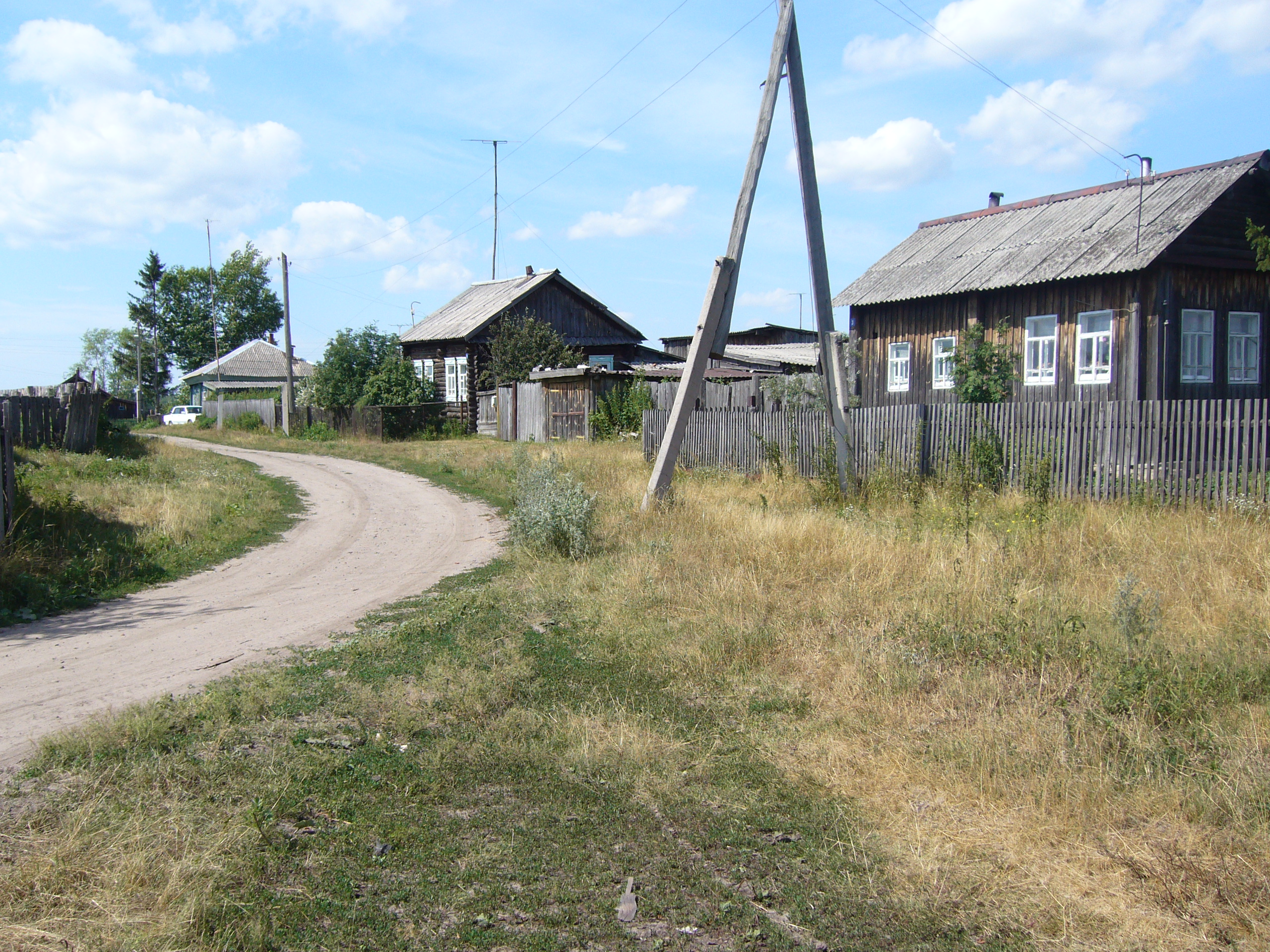
Улица Песчаная
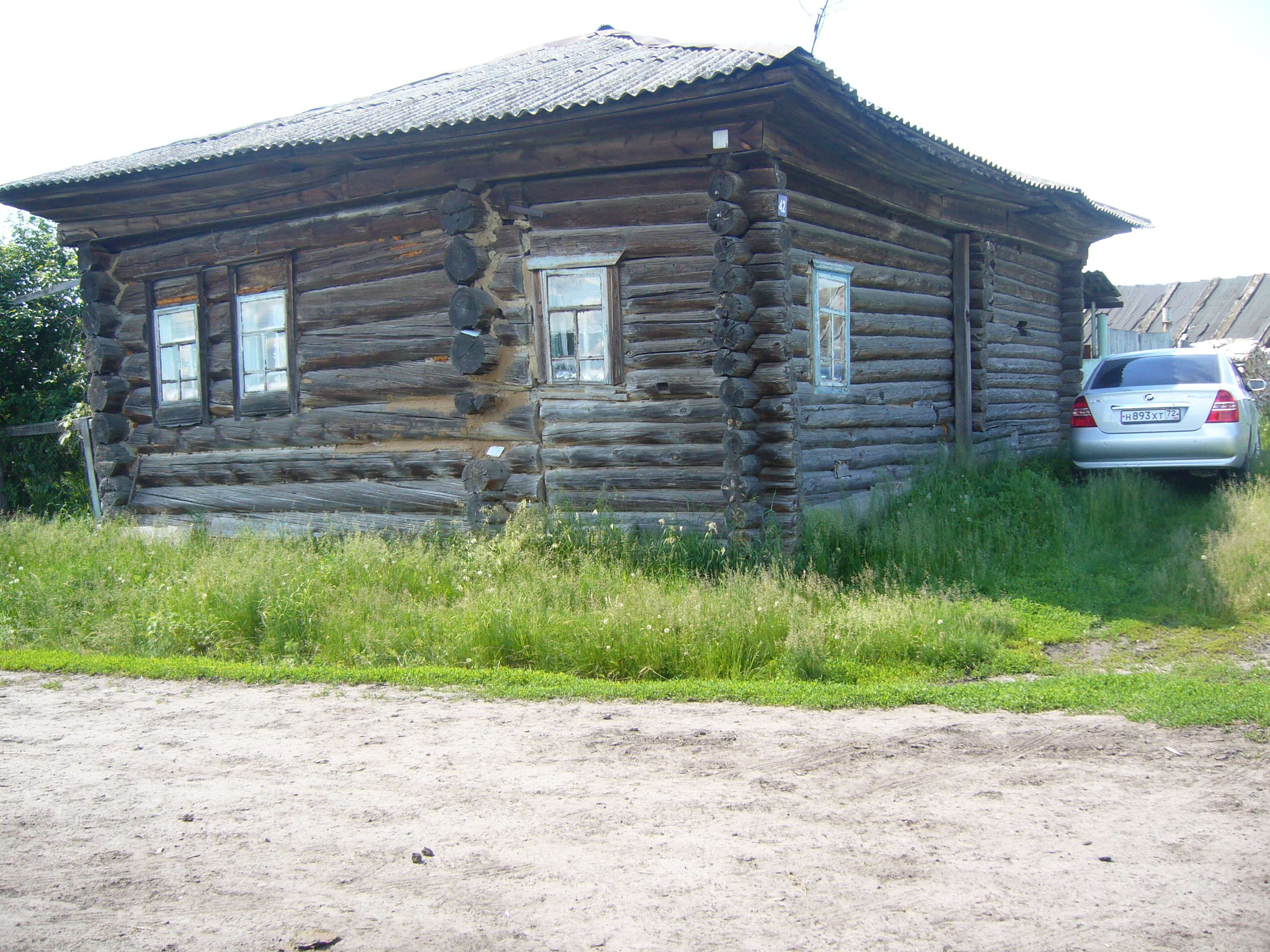
Самый старый дом в деревне, построенный в 1860-е годы Бабановским Егором Леонтьевичем (1818-1873)
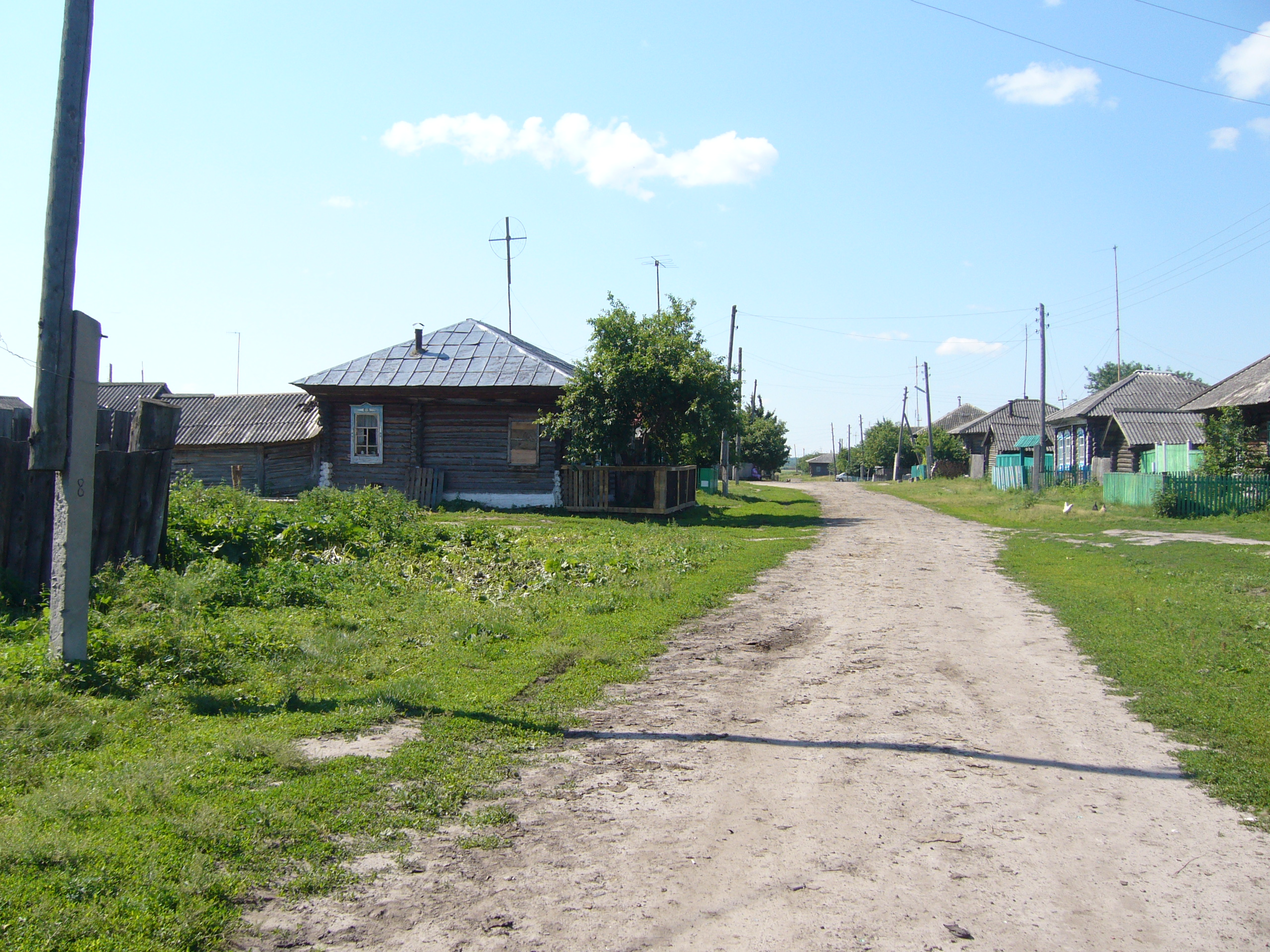
Улица Береговая
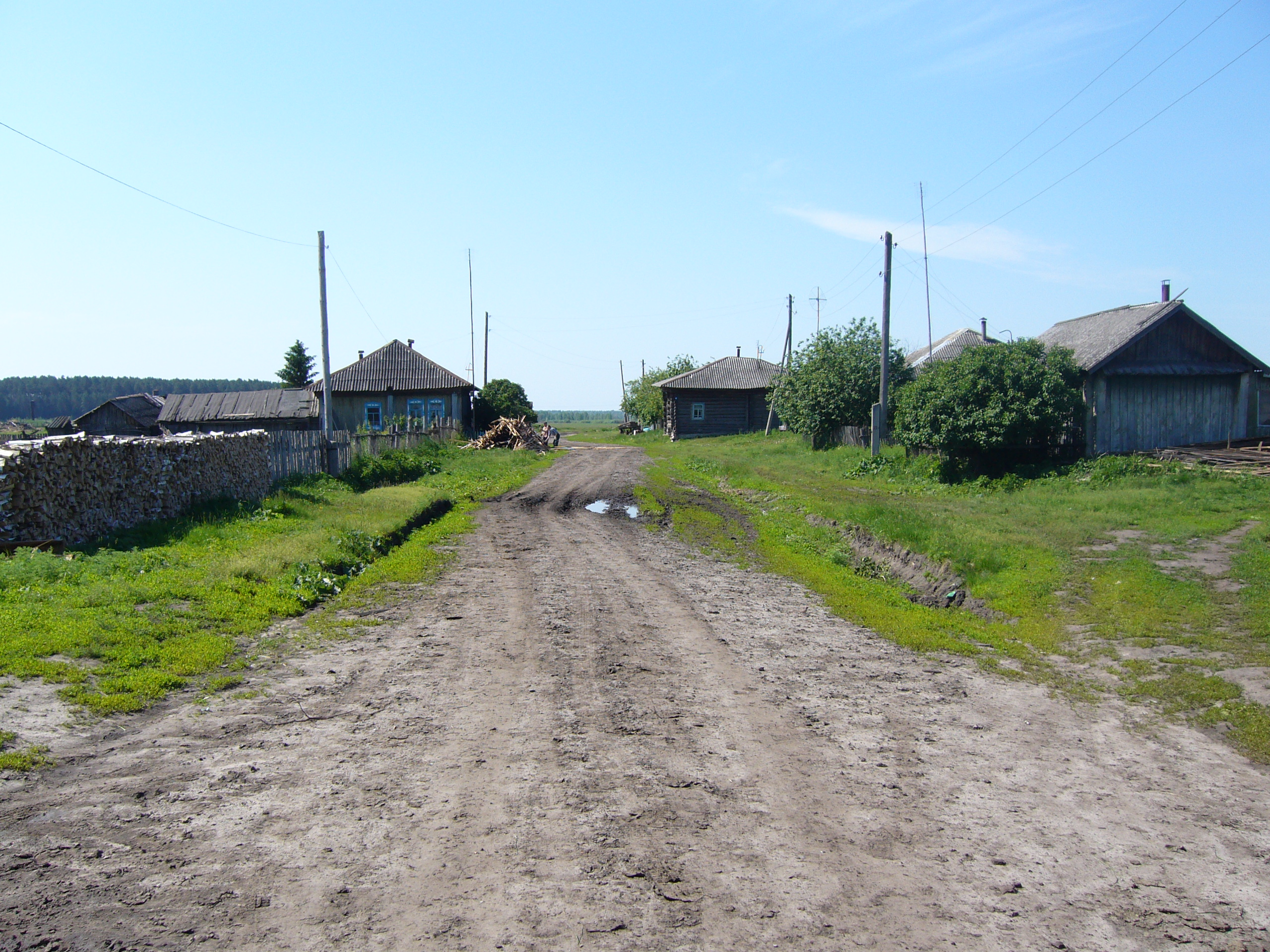
Улица Береговая
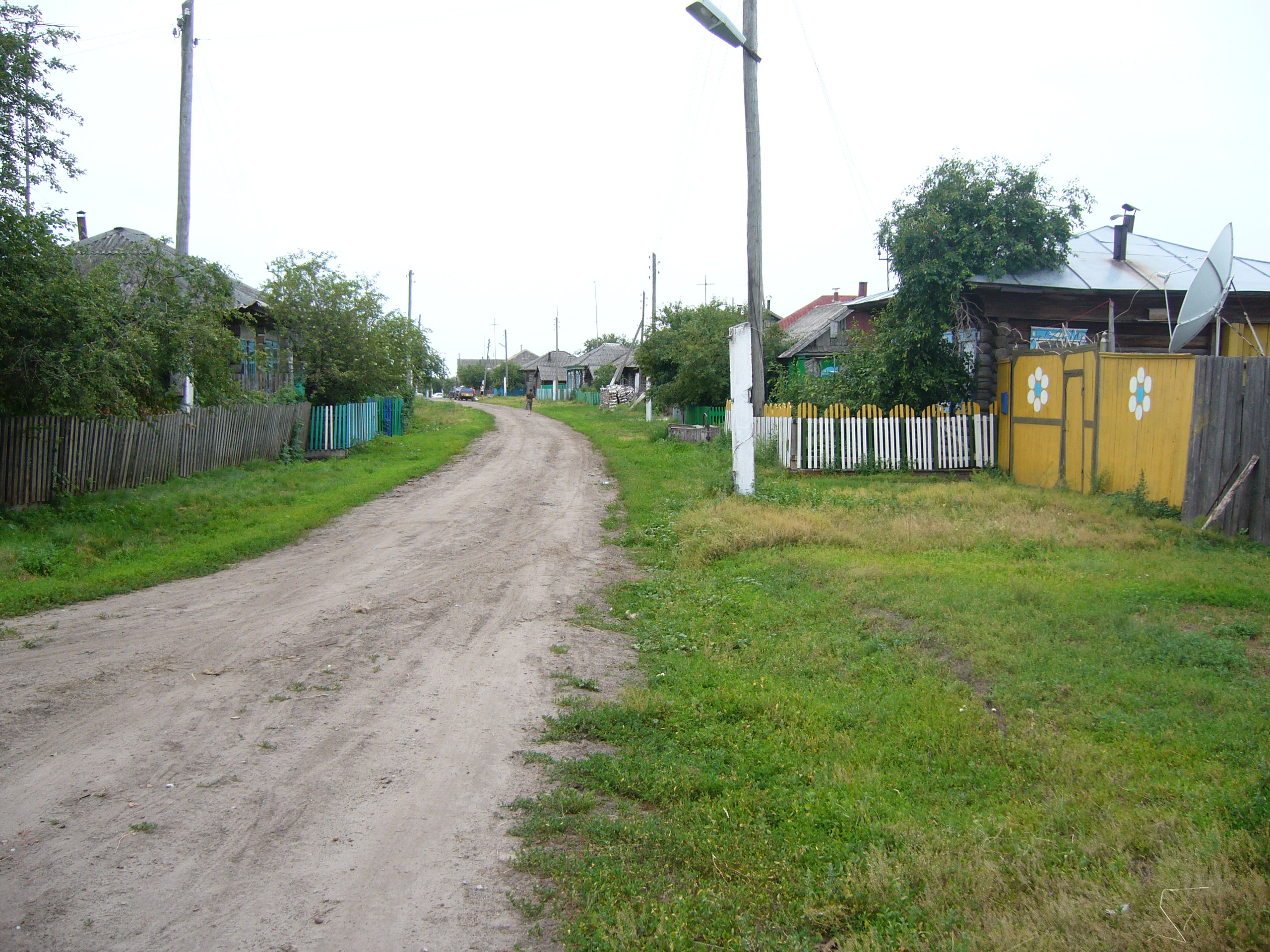
Улица Береговая